# Azemiops
Azemiops ist die einzige Gattung der Urtümlichen Vipern (Azemiopinae) und zählt zur Familie der Vipern (Viperidae). Neben der Fea-Viper (Azemiops feae) ist seit 2013 eine weitere Art, Azemiops kharini, beschrieben.

## Merkmale
Es handelt sich um mittelgroße Schlangen, die eine Größe zwischen 60 und 80 cm erreichen. Aus Gefangenschaft sind Exemplare mit Längen über 90 cm bekannt. Der Kopf ist länglich und nur leicht vom Hals abgesetzt. Das Auge besitzt eine bei Lichteinfall vertikal geschlitzte Pupille. Die Grundfärbung des Körpers ist blauschwarz. Es sind weißliche bis rötliche Querstreifen vorhanden, die über der Rückenmitte häufig unterbrochen sind. Die Bauchseite ist olivfarben-grau. Azemiops kharini und Azemiops feae weisen choanale Fortsätze am Gaumen, kopfoberseits große Schuppen und glatte Rumpfschuppen (Scuta dorsalia) auf. Die großen Kopfschilde, ein relativ schlanker Körperbau und glatte Körperschuppen erinnern an eine Natter. Als primitives Merkmal des Schädels und anatomische Gemeinsamkeit mit Krötenvipern (Causus) ist eine Verbindung der Präfrontalen zu den lateralen Bereichen der Frontalen zu sehen. Bei Vertretern der Echten Vipern reichen die Präfrontalen an die vorderen Ränder der Frontalen; der Kontaktpunkt zwischen diesen Knochen liegt beinahe an der Mittellinie des Schädels.
Azemiops-Arten besitzen Giftdrüsen und im vorderen Oberkiefer befindliche, bewegliche Fangzähne (solenoglyphe Zahnstellung). Die Fangzähne sind relativ klein.

### Abgrenzung der Arten
Azemiops kharini und Azemiops feae lassen sich durch die Färbung des dorsalen Kopfes sowie die Schädelanatomie voneinander abgrenzen. Die Form des Basisphenoids von Azemiops kharini entspricht weitestgehend jener des vorderen Teils dieses Knochens bei Azemiops feae, ist jedoch bei Azemiops kharini kürzer. Der posterior gelegene Teil des Basisphenoids ist bei Azemiops feae erweitert. Das Basioccipital weist anteroventral (vorderer Bereich, unterseits) bei Azemiops feae zwei Tuberkel auf, nicht jedoch bei Azemioips kharini.
Weitere Unterschiede sind unter anderem:
- Körpergröße: Azemiops kharini wird in der Regel größer und erreicht mit bis zu circa 100 cm (in Gefangenschaft) eine größere Gesamtlänge als Aemiops feae,
- Anzahl der Bauchschilde: 189 bis 201 bei Azemiops kharini, 177 bis 187 bei Azemiops feae,
- Anzahl der Dorsalschuppenreihen: 15 bis 17 bei Azemiops kharini, 13 bis 15 bei Azemiops feae,
- Anzahl der Rumpf-Wirbel: 193 bis 201 Wirbel bei Azemiops kharini, 170 bis 181 Wirbel bei Azemiops feae und
- Anzahl der Zähne: Pterygoid mit 14 bis 15 Zähnen bei Azemiops kharini sowie 10 bis 12 Zähne bei Azemiops feae.

#### Anatomische Maße/Proportionen (Skelett)
Durch Untersuchungen an Präparaten der Sammlung des Department of Herpetology, Zoological Institute of the Russian Academy of Sciences, wurden von Orlov & Snetkov (2017) folgende Kenngrößen ermittelt:
- Azemiops feae: Kopf-Rumpf-Länge (Schnauze bis Anus) 484 mm, Schwanzlänge 87 mm, Distanz zwischen den lateralen Rändern der Supraorbitalschilde* 7 mm, Länge des Kopfes von der Schnauzenspitze zum posterior gelegenen Ende des Kiefers 20 mm, Augendurchmesser 2 mm, Distanz zwischen Nasenöffnung und Auge 2 mm.

- Azemiops kharini: Kopf-Rumpf-Länge (Schnauze bis Anus) 341 mm, Schwanzlänge 42 mm, Distanz zwischen den lateralen Rändern der Supraorbitalschilde 6 mm, Länge des Kopfes von der Schnauzenspitze zum posterior gelegenen Ende des Kiefers 17 mm, Augendurchmesser 2 mm, Distanz zwischen Nasenöffnung und Auge 3 mm.

*Schuppen oberhalb der Augenhöhle
Diese Angaben wurden an wenigen Exemplaren ermittelt und dienen nur als Richtwerte.

#### Kopfzeichnung
Azemiops feae: Die Kopfoberseite ist schwarz gefärbt und weist eine gelbliche Mittellinie auf. Im Detail sind die Präfrontalschilde (Präfrontale), Frontalschilde (Frontale) und die letzten vorderen Temporalschilde (Temporale) schwarz. Der Mittelstreifen teilt den Kopf in exakt zwei Hälften und reicht bis zum fünfzehnten Wirbel. Über dem siebten und zehnten Wirbel ist es erweitert, während es sich nach hinten zu verjüngt. Die Wangen sind durch ein schmales, dunkles Band gezeichnet, das über die letzten anterior gelegenen Temporalen reicht. Ein dreieckig geformtes Band führt von den Vorderaugenschilden (Präocularen) über den oberen und hinteren Teil des vierten und die untere Hälfte des fünften Oberlippenschildes (Supralabiale). Die Unterseite des Kopfes ist gelblich und grau gesprenkelt. Im Detail sind folgende Schilde grau: Ränder der Mentalen, Genialen, das erste Unterlippenschild (Sublabiale) sowie teilweise das zweite, dritte, vierte und fünfte Unterlippenschild. Über den Hals und die ersten zwei Ventralschilde (Ventralia) führen zwei graue Streifen. Neugeborene Jungschlangen besitzen eine dunkle, schwarze Färbung auf der Kopfunterseite.
Azemiops kharini: der Kopf ist weiß bis rosa-weiß und besitzt oberseits zwei schwarze Längsstreifen, die über Präfrontale, Frontale und Parietale führen und im Nacken mit der schwärzlichen, dorsalen Körperfärbung in Verbindung stehen. Ein schwarzer Punkt zeigt sich in der unteren Ecke des lateralen Supraorbitalschildes (Oberaugenschild) sowie in der oberen Ecke des vorderen Temporalschildes. Zwischen den dunklen Banden des Hinterkopfes liegt ein schmaler, weißer Streifen, der sich im Nacken erweitert. Auf den Wangen zeigt sich jeweils ein schmaler, dunkler Streifen. Die Kopfunterseite ist gelblich, abgesehen von grau gefärbten Genialschilden. Von den ersten Bauchschilden an zieht sich nahezu über das gesamte erste Viertel des unteren Vorderkörpers ein gelblicher Mittelstreifen über die Bauchschilde. Neugeborene Jungschlangen besitzen eine helle, weiße Kopfunterseite.
Siehe auch: Schuppenbezeichnungen, Kopfschilde

## Verbreitung und Lebensraum
Das Verbreitungsgebiet erstreckt sich über Areale in Vietnam (Nordosten), China (Süden) und Myanmar. Die besiedelten Biotope liegen submontan bis montan (A. feae: in 100 bis 2.200 Metern Höhe) und werden etwa von gewässernahen Wäldern, Bambusbeständen und ähnlichem dargestellt. Die klimatischen Gegebenheiten sind nebelig und feucht bis nass. Der Untergrund ist steinig-karstig und ebenfalls als feucht bis nass zu beschreiben. Die Temperaturen im Verbreitungsgebiet (Tam Đảo-Region, Provinz Vĩnh Phúc, Vietnam) werden von Trutnau (1998) mit −5,4 bis 1,4 °C zwischen Januar und Ende März sowie 20 bis 26 °C zwischen Mai und Oktober (nachts häufig deutlich unter 20 °C) beschrieben. Über die Wintermonate wird eine Winterruhe gehalten.

## Lebensweise
Über die Lebensweise ist wenig bekannt, da die Arten eine äußerst versteckte Lebensweise führen. Es werden zumeist subadulte Exemplare während nächtlicher Expeditionen gefunden, etwa auf nassem Falllaub oder nassen Steinen. Die Fortpflanzung erfolgt nach Orlov & Snetkov (2017) durch Oviparie (eierlegend). Das Gelege von Azemiops feae umfasst etwa 6, das von Azemiops kharini etwa 5 Eier. Über die Ernährung finden sich in der Literatur verschiedene Angaben. So werden teilweise auch Echsen als mögliche Beutetiere angegeben. Es ist jedoch festzuhalten, dass diese Angaben skeptisch zu betrachten sind. Erwiesen ist, dass Kleinsäuger wie Spitzmäuse zum Beutespektrum von Azemiops feae zählen. In Gefangenschaft wurden von Azemiops feae Mäuse akzeptiert und Exemplare von Azemiops kharini fraßen zudem Geckos (Hemidactylus).
Eine sehr feuchte Umgebung scheint essentiell für Azemiops-Arten zu sein. In Gefangenschaft zeigen sich etwa häufig Trockenschäden am Hautbild (z. B. Faltenbildung) und Verhaltensänderungen wie verringerte Aktivität, wenn die relative Luftfeuchtigkeit nur geringfügig absinkt.

## Systematik

### Äußere Systematik
Die taxonomische Einordnung von Azemiops gilt als unsicher. Zeitweise als Gattung der Giftnattern (Elapidae) und später der Echten Vipern (Viperinae) geführt, wurde sie 1971 durch Liem, Marx & Rabb in eine eigene Unterfamilie der Vipern, Azemiopinae (Urtümliche Vipern), überführt. Diese wird, ähnlich wie die Krötenvipern, als urtümliches und relativ basales Taxon der Vipern betrachtet und weist morphologische Beziehungen zu Viperinae und Crotalinae (Grubenottern) auf. Trotz des Fehlens eines Grubenorgans wurde aufgrund einiger Parallelen auch eine Zuordnung von Azemiops zu Crotalinae vorgeschlagen. Es ist jedoch anzunehmen, dass Azemiops bzw. Azemiopinae als phylogenetisches Schwestertaxon der Crotalinae betrachtet werden sollte. Orlov & Snetkov (2017) bestätigten auf Basis von Untersuchungen zur Skelettmorphologie die Zuordnung von Azemiops zu einer eigenen Unterfamilie Azemiopinae. Ferner wird ein Taxon Azemiopinae durch molekularbiologische Untersuchungen mit 5 respektive 11 mitochondrialen und nuklearen Genen unterstützt (Pyron et al., 2011; Alencar et al., 2016).

### Arten
Es sind zurzeit (Stand: Dezember 2022) zwei Arten der Gattung Azemiops bekannt:
- Fea-Viper (Azemiops feae Boulenger, 1888) (Typusart)
- Weißkopf-Fea-Viper (Azemiops kharini Orlov, Ryabov & Nguyen, 2013)[1]

Exemplare von Azemiops kharini wurden in der Vergangenheit mehrfach als Azemiops feae bestimmt, da ein Bezug untersuchter Exemplare auf ein Typusexemplar nicht erfolgte.